# Wereldboekendag

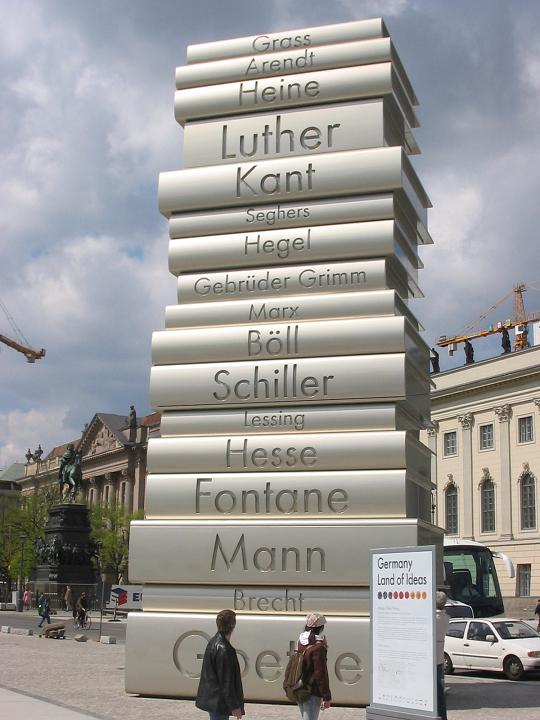

Wereldboekendag (ook bekend als Internationale dag van het boek en de auteursrechten, en alternatief geschreven als Wereld Boeken Dag) is een evenement dat jaarlijks op 23 april wordt gehouden door UNESCO ter promotie van lezen, publicatie en auteursrechten. De dag werd voor het eerst gehouden in 1995.
De datum 23 april werd gekozen omdat deze dag in Spanje al sinds 1923 in het teken stond van boeken. Op die dag werd de schrijver Miguel de Cervantes geëerd. Dit werd later ook opgenomen in de Spaanse viering van Sint Jorisdag (eveneens op 23 april). In Catalonie wordt deze dag sinds 1456 gevierd als Diada de Sant Jordi en schenkt men traditiegetrouw aan goede vrienden en geliefden een boek en een roos. Een andere reden om 23 april als datum te kiezen was omdat dit de sterfdag was van William Shakespeare, Garcilaso de la Vega en Josep Pla. Alleen het Verenigd Koninkrijk en Ierland hanteren een andere datum voor wereldboekendag, namelijk de eerste donderdag in maart. Dit omdat 23 april nog weleens wil samenvallen met Pasen en de bijbehorende schoolvakanties.
Wereldboekendag wordt inmiddels in meer dan 100 landen gevierd, waarbij elk land zijn eigen activiteiten organiseert. In Nederland wordt de dag sinds 2002 georganiseerd door Stichting Read to Grow.